# Communauté d'agglomération Grand Auch Cœur de Gascogne
La communauté d'agglomération Grand Auch Cœur de Gascogne  est une communauté d'agglomération française, située dans le département du Gers.

## Historique
Elle est issue de la fusion au 1er janvier 2017 de la communauté d'agglomération du Grand Auch avec la communauté de communes Cœur de Gascogne.

## Territoire communautaire

### Composition
La communauté d'agglomération est composée des 34 communes suivantes :

| Nom                  | Code Insee | Gentilé              | Superficie (km2) | Population (dernière pop. légale) | Densité (hab./km2) |
| -------------------- | ---------- | -------------------- | ---------------- | --------------------------------- | ------------------ |
| Auch (siège)         | 32013      | Auscitains           | 72,48            | 22 825 (2022)                     | 315                |
| Antras               | 32003      | Antrassiens          | 6,59             | 41 (2022)                         | 6,2                |
| Augnax               | 32014      | Augnacais            | 4                | 126 (2022)                        | 32                 |
| Auterive             | 32019      | Auterivais           | 10,79            | 530 (2022)                        | 49                 |
| Ayguetinte           | 32024      | Ayguetintois         | 6,31             | 157 (2022)                        | 25                 |
| Biran                | 32054      | Biranais             | 36,86            | 377 (2022)                        | 10                 |
| Bonas                | 32059      | Bonassiens           | 10,1             | 116 (2022)                        | 11                 |
| Castelnau-Barbarens  | 32076      | Castelnausiens       | 42,37            | 579 (2022)                        | 14                 |
| Castéra-Verduzan     | 32083      | Castérois            | 19,82            | 1 042 (2022)                      | 53                 |
| Castillon-Massas     | 32089      | Castillonais         | 9,59             | 225 (2022)                        | 23                 |
| Castin               | 32091      | Castinais            | 11,22            | 345 (2022)                        | 31                 |
| Crastes              | 32112      | Crastois             | 19,25            | 261 (2022)                        | 14                 |
| Duran                | 32117      | Durannais            | 6,59             | 857 (2022)                        | 130                |
| Jegun                | 32162      | Jegunois             | 39,25            | 1 182 (2022)                      | 30                 |
| Lahitte              | 32183      | Lahittois            | 5,03             | 233 (2022)                        | 46                 |
| Lavardens            | 32204      | Lavardenais          | 30,55            | 365 (2022)                        | 12                 |
| Leboulin             | 32207      | Leboulinois          | 8,91             | 344 (2022)                        | 39                 |
| Mérens               | 32251      | Mérensois            | 4,18             | 68 (2022)                         | 16                 |
| Mirepoix             | 32258      | Mirepéciens          | 7,25             | 229 (2022)                        | 32                 |
| Montaut-les-Créneaux | 32279      | Montaltais           | 26,23            | 714 (2022)                        | 27                 |
| Montégut             | 32282      | Montéacutins         | 11,42            | 588 (2022)                        | 51                 |
| Nougaroulet          | 32298      | Nougarouletois       | 15,79            | 385 (2022)                        | 24                 |
| Ordan-Larroque       | 32301      | Ordanais             | 42,64            | 868 (2022)                        | 20                 |
| Pavie                | 32307      | Paviens              | 24,67            | 2 540 (2022)                      | 103                |
| Pessan               | 32312      | Pessannais           | 26,87            | 659 (2022)                        | 25                 |
| Peyrusse-Massas      | 32316      | Peyrussans           | 6,49             | 114 (2022)                        | 18                 |
| Preignan             | 32331      | Preignanais          | 10,67            | 1 217 (2022)                      | 114                |
| Puycasquier          | 32335      | Puycasquiérois       | 20,14            | 428 (2022)                        | 21                 |
| Roquefort            | 32347      | Roquefortais         | 7,21             | 277 (2022)                        | 38                 |
| Roquelaure           | 32348      | Roquelaurois         | 21,23            | 577 (2022)                        | 27                 |
| Saint-Jean-Poutge    | 32382      | Saint-Jean-Poutgeois | 10,8             | 310 (2022)                        | 29                 |
| Saint-Lary           | 32384      | Saint-Lariens        | 9,67             | 274 (2022)                        | 28                 |
| Sainte-Christie      | 32368      | Christoliens         | 9,91             | 542 (2022)                        | 55                 |
| Tourrenquets         | 32453      | Tourrenquétois       | 7,12             | 103 (2022)                        | 14                 |

## Démographie
| 1968   | 1975   | 1982   | 1990   | 1999   | 2010   | 2015   | 2021   |
| ------ | ------ | ------ | ------ | ------ | ------ | ------ | ------ |
| 32 173 | 34 023 | 35 095 | 36 576 | 35 789 | 37 904 | 38 732 | 39 701 |

## Administration

### Siège
Le siège de la communauté d'agglomération est situé à Auch.

### Les élus
La communauté d'agglomération est administrée par le conseil de communauté, composé de 63 conseillers, élus pour 6 ans :
| Nombre de délégués | Communes            |
| ------------------ | ------------------- |
| 26                 | Auch                |
| 3                  | Pavie               |
| 2                  | Jegun, Preignan     |
| 1 (+ 1 suppléant)  | les autres communes |

### Présidence
| Période         | Période         | Identité        | Étiquette | Qualité                                                                         |
| --------------- | --------------- | --------------- | --------- | ------------------------------------------------------------------------------- |
| janvier 2017    | 13 octobre 2017 | Franck Montaugé | PS        | Conseiller municipal puis maire d'Auch (2008 → 2017) Sénateur du Gers (2014 → ) |
| 13 octobre 2017 | 9 juillet 2020  | Roger Tramont   | PS        | Ancien maire de Montégut (1995 → 2011)                                          |
| 9 juillet 2020  | 19 janvier 2023 | Pascal Mercier  | PS        | Maire de Preignan (2008 → 2023)                                                 |
| 19 janvier 2023 | En cours        | Bernard Pensivy | PS        | Maire d'Auterrive (2015 → )                                                     |

### Compétences
Aménagement du territoire
- Désenclavement du territoire : financement de la 2x2 voies de la RN 124 entre Auch et Toulouse, ligne TGV Sud-Ouest, déviation nord-sud (RN 21) d'Auch, numérique (zone blanche ADSL)
- Développement du pôle universitaire d'Auch
- Contribution au SCOT
- Politique de la ville

Développement économique
- Développement des Zones d'Activités
- Contribution au développement du pôle industriel aéronautique et participation au Syndicat Mixte de gestion de l'aéroport Auch - Gers
- Implication dans l'accueil d'entreprises innovantes

Culture et tourisme
- Mise en place du label Pays d'art et d'histoire
- Inscription d'Auch dans la politique touristique Grands Sites de Midi-Pyrénées
- Office de tourisme (aussi chargé de la gestion du camping)

Mais aussi, le pôle CIRC (arts du cirque) et CIRCa, le Musée des Jacobins, la bibliothèque et l'école de musique.
Environnement
- Entretien des rivières
- Déchets ménagers

Urbanisme et logement
- Élaboration du PLH

Petite enfance
- Crèche familiale, crèches collectives à Auch et Pavie
- Relais des assistances maternelles
- Halte-garderie, jardin d'enfant
- Ludothèque

Enfance
- Animation des temps périscolaires
- Gestion des temps extra-scolaires via les centres de loisirs sans hébergement
- Activités d'éveils, sportives, découverte et initiation à la culture et au patrimoine

Jeunesse
- Activités pour les adolescents : club 11/14, chantiers jeunes
- Soutien à l'association IMAJ gestionnaire de la cyber base et du Bureau Information Jeunesse (BIJ)

Social
- Centre intercommunal d'action sociale du Grand Auch

Équipements culturels et sportifs
- Équipements culturels : bibliothèque, Musée des Jacobins, école de musique, pôle CIRC avec le Dôme de Gascogne
- Équipements sportifs : Piscine, hall du Mouzon, gymnase Pardailhan, terrains multisport de Pavie et Auch

Autres compétences
- Création d'un crématorium

### Régime fiscal et budget
Le régime fiscal de la communauté d'agglomération est la fiscalité professionnelle unique (FPU).

## Historique du logo

Logo actuel